# Erik Kramer
William Erik Kramer (6 novembre 1964) è un ex giocatore di football americano statunitense che ha giocato nel ruolo di quarterback nella National Football League (NFL) e nella Canadian Football League (CFL). Al college giocò a football all'Università statale della Carolina del Nord

## Carriera
Kramer non fu scelto nel Draft NFL ma entrò comunque in azione nel 1987 con gli Atlanta Falcons come giocatore di riserva durante lo sciopero dei giocatori di quell'anno. Dopo avere trascorso due stagioni nella CFL con i Calgary Stampeders fece ritorno nella NFL nel 1991, dove divenne a sorpresa il titolare dei Detroit Lions dopo l'infortunio di Rodney Peete. Kramer disputò 13 partite, portando i Lions a un record di 12-4 e alla loro prima vittoria nei playoff dal 1950, giungendo sino alla finale della NFC.
Kramer no riuscì tuttavia a conservare il posto della titolare nei tre anni successivi, dividenolo con Peete e Andre Ware. Nel 1994 firmò come free agent coi Chicago Bears dove trascorse cinque stagioni. Nelle sue due stagioni complete come titolare (1995 e 1997) fu molto produttivo, passando oltre 3.000 yard ciascuna. Al 2017, detiene ancora i record di franchigia per yard passate in una stagione (3.838) e touchdown passati (29). Nel 1999 passò ai San Diego Chargers ma si ritirò a metà stagione per un infortunio al collo.

## Statistiche
| Yard passate  | 15.337 |
| Touchdown     | 92     |
| Intercetti    | 79     |
| Passer rating | 76,6   |

### Record di franchigia dei Chicago Bears
- Maggior numero di yard passate in una stagione - 3.838
- Maggior numero di touchdown passati in una stagione - 29